# Henrika Tornberg
Henrika Tornberg, född den 22 juni 1847 i Uppsala, död den 18 november 1912 i Lund, var en svensk bibliotekstjänsteman. Hon var dotter till Carl Johan Tornberg och dotterdotter till Jöns Svanberg.
Henrika Tornberg blev 1886 den första kvinnliga tjänstemannen vid Lunds universitetsbibliotek.